# Cardano (criptovaluta)
Cardano è un progetto open source legato alle criptovalute che punta alla realizzazione di una piattaforma blockchain pubblica per la gestione degli smart contract. La criptovaluta utilizzata da Cardano è ADA.
Daedalus è il portafoglio elettronico utile a conservare le monete in ambito desktop, Yoroi è quello sviluppato per l'ambito mobile.
Il progetto è guidato da IOHK e il suo CEO Charles Hoskinson, ex cofondatore di BitShares e Ethereum, insieme ad altre due entità legali (Cardano Foundation ed Emurgo).

## Storia
Nel 2014, uno dei programmatori di Ethereum, Charles Hoskinson, abbandonò il progetto e insieme al suo business partner Jeremy Wood fondò un'impresa chiamata IOHK che successivamente iniziò a sviluppare la piattaforma Cardano. La criptovaluta Cardano fu lanciata il 29 settembre 2017 in Giappone.
Nella primavera del 2018, Charles Hoskinson annunciò di aver firmato il protocollo d'intesa con il Ministero della scienza e delle tecnologie dell'Etiopia per poter valutare le capacità di sviluppatori delle blockchain etiopi e utilizzare Cardano nel settore industriale locale.
All'inizio di aprile del 2021, Hoskinson riferì di aver ottenuto le autorizzazioni necessarie per firmare il contratto di collaborazione con il governo dell'Etiopia, anche per quanto riguarda l'utilizzo della blockchain Cardano per sviluppare un nuovo sistema elettronico di identificazione.
Nel febbraio del 2021, l'impresa FD7 Ventures annunciò l'inaugurazione di un nuovo ufficio a Bangalore (India) per il collocamento del suo microfondo pari a 250 milioni di dollari, mirato ad investire nei team che sviluppano dei progetti in base alle blockchain Cardano e Polkadot.
Nel 2021, durante la conferenza Cardano-2021, IOHK insieme a Nervos, Topl, Ergo e Komodo annunciarono di aver stabilito una cooperazione UTXO. Secondo la comunicazione di Input-Output del 15 ottobre, Komodo si è effettivamente unito al progetto la settimana precedente. L'obiettivo principale della collaborazione è concentrarsi sul potenziamento delle soluzioni per contratti smart e della loro compatibilità funzionale in qualità di componenti del modello UTXO. Il team svilupperà dei legami tra le blockchain per simplificare il sistema finanziario globale. Nel 2021, Hoskinson iniziò anche a collaborare con il DJ della musica da ballo elettronica Paul Oakenfold per far uscire un album sulla blockchain Cardano; l'album è chiamato Zombie Lobster.

## Caratteristiche
Cardano ha concluso la sua ICO il 1 gennaio 2017, raccogliendo 62 milioni di dollari. Ci sono un totale di 45 miliardi di token, con quasi il 60% reso disponibile durante la vendita dei token.
Tre grandi organizzazioni supervisionano lo sviluppo del progetto e del suo ecosistema: Input Output Hong Kong (IOHK), Emurgo e la Fondazione Cardano. Ciascuna ha il suo obiettivo specifico nell'agenda generale di Cardano, e sono 3 entità separate ognuna delle quali ha la propria leadership.
IOHK è una società di scienza e ingegneria che ha un contratto per lavorare su Cardano fino al 2020. Il suo scopo principale è quello di affrontare il lato accademico e di ricerca, come lo studio dell'algoritmo di consenso. A IOHK è stata data la responsabilità di progettare Cardano.
La Cardano Foundation, un'entità senza scopo di lucro, si concentra sulla promozione dell'adozione di Cardano, supervisionando lo sviluppo e la crescita dell'ecosistema. Modella anche gli standard legislativi e commerciali e garantisce la responsabilità degli stakeholder.
Emurgo, un'incubator con sede in Giappone, è un'impresa a scopo di lucro che sta promuovendo l'adozione di Cardano e del suo ecosistema attraverso iniziative commerciali.
Come criptovaluta di terza generazione, Cardano sta costruendo uno smart contract e una rete blockchain di uso generale che è scalabile e interoperabile con alte prestazioni. La rete è stata costruita con il linguaggio di programmazione Haskell che offre diversi vantaggi, come la modularità, la componibilità e l'idoneità per le applicazioni di produzione.
Cardano può essere visto come un potenziale aggiornamento degli smart contracts e delle reti di calcolo decentralizzate che abbiamo oggi.
La blockchain che gestisce gli ADA è composta da due strati:
- Cardano Settlement Layer (CSL): gestisce la parte economica e delle monete contenuti nei wallet
- Cardano Computation Layer (CCL): in futuro gestirà gli smartcontract e regolerà le identità digitali.

La blockchain utilizza il meccanismo Ouroboros basandosi sul meccanismo Proof-of-stake che, rispetto a quello utilizzato dalla maggior parte delle altre criptovalute (Proof-of-Work), non richiede un consumo di energia così alto. Una caratteristica speciale del protocollo Ouroboros - risultato delle ricerche scientifiche - è che è stato approvato (peer-reviewed) come Proof-of-stake sicuro alla 37ª edizione di EuroCrypt, che si svolge annualmente ed è organizzata dall'Associazione Internazionale per la Ricerca Crittologica.

## Mining
Il progetto offre degli strumenti per la creazione di app decentralizzate basate sui contratti smart. Nell'ambito di Cardano, gli sviluppatori hanno cercato di risolvere i problemi associati con l'Ethereum, compresa bassa capacità effettiva della rete. Molti ritengono che il team del progetto sia riuscito a raggiungere questo obiettivo. Di conseguenza, Cardano è stata inclusa nella lista degli “Ethereum killer”.
La crittovaluta Cardano funziona in base all'algoritmo PoS. Vuol dire che il termine più corretto per definire il suo mining è “staking”.
Si può effettuare lo staking di Cardano in due modi:
- Attraverso l'avvio di un proprio nodo (sezione di rete che serve per l'elaborazione dei compiti della rete). Questo processo richiede profonde conoscenze tecniche. Il lavoro però verrà remunerato con dei pagamenti più elevati.
- Attraverso il delegare dei compiti. L'idea di questo approccio è delegare le proprie operazioni da elaborare a chi dispone di un nodo di rete. In cambio bisogna condividere il premio con il titolare del nodo.[17]